# Karabin maszynowy Hefah V
Hefah V (Gun, Machine V, .303in Mark 1) – brytyjski lekki karabin maszynowy z okresu II wojny światowej. Hefah został zaprojektowany jako uproszczona i łatwiejsza w produkcji wersja lkm Lewis. Używany był głównie do obrony przeciwlotniczej na uzbrojonych statkach (DEMS) i niewielkich okrętach wojennych Royal Navy. Został wycofany z użytku około 1944.

## Opis konstrukcji
Karabin wyglądał jak uproszczony i łatwiejszy w budowie lkm Lewis, główna różnice polegały na tym, że karabin używał zmodyfikowanego magazynka od ręcznego karabinu maszynowego Bren umieszczonego pod lufą i różnił się nieco budową mechanizmu ryglowego. Karabin używał tej samej amunicji 7,7 mm British co Lewis.

## Historia
Broń powstała jako prywatna inicjatywa firmy Ductile Steel Company około 1940. Próby przeprowadzone w czerwcu tego roku wykazały, że nie nadaje się on do przyjęcia jako broń piechoty; zauważono, że mechanizm ryglowy mógł uderzać w twarz strzelającego oraz że strzelając z dwójnóga pomiędzy magazynkiem a ziemią było niewiele więcej niż jeden centymetr wolnego miejsca. Pomimo że broń nie została zaakceptowana przez British Army, kierownictwo Naval Ordnance (dyrektoratu ds. uzbrojenia Royal Navy) zdecydowało się na produkcję tego karabinu dla własnych potrzeb z powodu niskich kosztów produkcji. Z powodu nieznalezienia fabryki mogącej wytwarzać lufy dla nowych karabinów ich produkcja rozpoczęła się dopiero w 1942 w fabryce Hefah Company. Karabin otrzymał oficjalną nazwę Gun, Machine V, .303in Mark 1, w służbie znany był jako Hefah V, Mark 1.
Większość źródeł wspomina, że broń została wyprodukowana tylko w niewielkich ilościach, ale według oficjalnego rocznika statystycznego Cetral Statistical Office wyprodukowano prawie trzy tysiące karabinów tego typu: 39 w 1942 i 2935 w 1943.
Karabiny montowane były zazwyczaj na podstawach podwójnych lub poczwórnych i używane na niewielkich okrętach Royal Navy i uzbrojonych statkach towarowych DEMS. Zostały wycofane ze służby około 1944.